# Evarts A. Graham

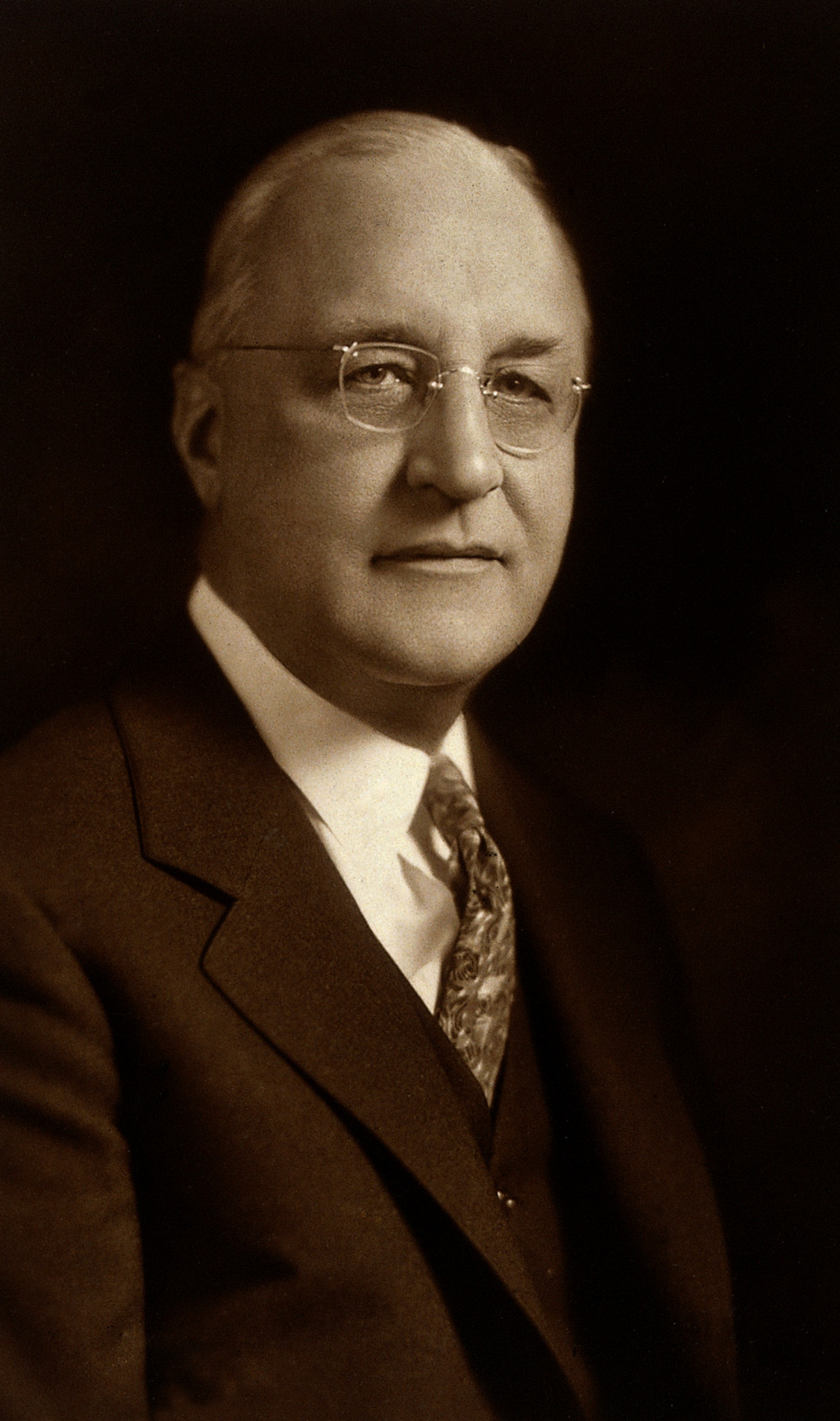
Evarts A. Graham

Evarts Ambrose Graham (* 19. März 1883 in Chicago; † 4. März 1957 in St. Louis) war ein US-amerikanischer Chirurg. Er führte 1924 die röntgenologische Darstellung der Gallenblase mit jodhaltigem Kontrastmittel ein und war insbesondere auch als Thoraxchirurg tätig. Er entfernte 1933 erstmals einen ganzen Lungenflügel.

## Leben und Werk
Evarts A. Graham war der Sohn des Chirurgen David W. Graham, eines führenden Chirurgen in Chicago, zeitweise Medizinischer Leiter des Presbyterian Hospital. Er studierte 1900 bis 1904 an der Princeton University und danach Medizin am Rush Medical College in Chicago, wo er 1907 seinen M. D. Abschluss machte. Danach absolvierte er seine Internship am Presbyterian Hospital, wo er gleichzeitig auch begann Chemie zu studieren. Das erregte bei den Chirurgen Verwunderung, geschah aber auf Rat eines befreundeten Internisten, der in München bei Friedrich von Müller studiert und dessen Praxis wissenschaftlicher Methoden in der Medizin kennengelernt hatte. Ab 1915 praktizierte Graham privat als Chirurg zunächst in Mason City in Iowa. Dabei lernte er auch die damals gängige Praxis niedergelassener Chirurgen kennen, ihre Honorare mit den Ärzten zu teilen, von denen die Patienten überwiesen wurden. Später setzte er als Präsident des American College of Surgeons (1940/41) alles daran, dies zu unterbinden.
1918 wurde er Chirurg bei der US Army, wo er als Major über Behandlungsmöglichkeiten für die die damalige Grippeepidemie begleitenden Lungenentzündungen forschte (Empyema Commission). Diese waren oft die eigentliche Todesursache bei den Grippefällen der damaligen Pandemie (Spanische Grippe) mit ihren zahlreichen Todesopfern und von sekundären bakteriellen Infektionen (Streptokokken) verursacht. Er entwickelte Operationsmethoden, die eine Drainage der Lungenumgebung ermöglichten und so die Lunge entlasteten, ohne dass diese kollabierte. 1919 leitete er ein Hospital der US-Armee in Frankreich und wurde im selben Jahr Professor für Chirurgie an der Washington University Medical School und Chef der Chirurgie am Barnes Hospital, was er bis 1951 blieb. Er war auch Leiter der Chirurgie im St. Louis Children´s Hospital.
Graham hatte eine herausragende Stellung unter den US-amerikanischen Chirurgen und galt als führender Thoraxchirurg. Zwanzig der von ihm ausgebildeten Chirurgen wurden später Leiter der Chirurgie an ihren jeweiligen Krankenhäusern. Seine Gegnerschaft gegen Anästhesisten (er verwendete fast nur Krankenschwestern in dieser Funktion am Barnes Hospital) verzögerte viele Jahre die Zusammenarbeit der Anästhesie mit der Chirurgie in den USA.

### Röntgenbilder der Gallenblase
Seine Ausbildung in Chemie kam ihm 1922 bei der Entwicklung (mit Warren Henry Cole, * 1898) einer Methode zugute, mit Hilfe des 1924 vorgestellten Kontrastmittels Tetrajodphenolphthalein die Gallenblase in Röntgenaufnahmen sichtbar zu machen (Cholezystographie oder Cholezystocholangiographie). Obwohl zunächst an Hunden erfolgreich, zeigte die Methoden zunächst keine Abbildung der Gallenblase bei Patienten mit Gallenblasenleiden. Allerdings fand Graham bald darauf, dass dies nur bei Patienten mit gestörter Gallenblasenfunktion so war, bei denen auch die Gallen-Konzentration und damit auch die des Kontrastmittels in der Gallenblase unterdrückt war. Die Methode eignete sich schließlich gut zum Erkennen zum Beispiel von Gallensteinen. 1925 erhielt er dafür die Goldmedaille der Radiological Society of North America und 1925 den Leonard Research Prize der American Roentgen Society.

### Erste Pneumonektomie
Er war der Erste, der am 5. April 1933 einen Lungenflügel erfolgreich operativ entfernte (Pneumonektomie). Ursprünglich war nur eine Lobektomie (Entfernung eines Lungenlappens) vorgesehen, während der Operation stellte sich aber heraus, dass dies allein nicht ausreichen würde. Die Operation erfolgte bei dem an einem Bronchialkarzinom erkrankten 49-jährigen Arzt James Gilmore im Barnes Hospital in St. Louis, der die Operation nicht nur überlebte, sondern noch ein hohes Alter erreichte (er überlebte sogar Graham). Er war nach der Operation mit Graham befreundet und sie besuchten einander.

### Studien zu Rauchen und Lungenkrebs
1950 veröffentlichte er mit seinem Studenten Ernst L. Wynder eine frühe  epidemiologische Studie über den Zusammenhang von Rauchen und Lungenkrebs. Graham selbst war ein starker Raucher. Nach der Studie gab er 1952 das Rauchen auf und wurde ein entschiedener öffentlicher Gegner des Rauchens, starb aber fünf Jahre später an Lungenkrebs (da beide Flügel befallen waren, war eine Operation nicht möglich). Nach den Worten von Dragstedt hatten die Untersuchungen von Graham, Wynder, Alton Ochsner und anderen aber zur Folge, dass zur Zeit von Grahams Tod kaum noch ein Chirurg rauchte, während in der Zeit vor ihren Studien die Konferenzräume der US-amerikanischen Chirurgen oft so verraucht waren, dass man die Sprecher kaum erkennen konnte.

## Ehrungen, Privates
1937 war er an der Gründung des American Board of Surgery beteiligt und war Präsident der American Surgical Association. Er war Mitglied der National Academy of Sciences (1941), der American Philosophical Society, der Leopoldina (1932) und der Königlichen Akademie in Uppsala. 1943 wurde er Ehren Fellow des Royal College of Surgeons of England und er war seit 1938 Ehrenmitglied der Society of Thoracic Surgeons of Great Britain and Ireland. 1928 war er Präsident der American Association of Thoracic Surgery.
1925 war er Temporary Surgent in Chief am Peter Bent Brigham Hospital in Boston und 1939 Gastprofessor am St. Bartholomew´s Hospital in London.
1942 erhielt er die Lister-Medaille. Die Lister Vorlesung hielt er erst 1947 (Some aspects of bronchiogenic carcinoma). 1934 war er Harvey Lecturer.
1942 erhielt er den St. Louis Award, 1937 die John Scott Medal der Stadt Philadelphia, 1933 die Goldmedaille der Southern Medical Association. Er war mehrfacher Ehrendoktor (unter anderem Princeton University, Yale University, University of Pennsylvania, Chicago, Case Western Reserve University).
1916 heiratete er Helen Tredway, mit der er zwei Kinder hatte. Sie war später Pharmakologieprofessorin an der Washington University. Sie war auch in kommunalen Belangen aktiv und engagierte sich gegen Luftverschmutzung (auf ihr Drängen hin wurden Messstationen in St. Louis errichtet). Sie starb 1971.
Er war ab 1931 Herausgeber des Journal of Thoracic Surgery und außerdem Mitherausgeber der Annals of Surgery, der Archives of Surgery und Herausgeber des Yearbook of Surgery (1925).